# 아마소나스주 (베네수엘라)

아마소나스 주의 위치

아마소나스주(스페인어: Estado Amazonas)는 베네수엘라 남부에 위치한 주로 주도는 푸에르토아야쿠초이며 면적은 176,899km2, 인구는 142,200명(2007년 기준)이다. 1994년에 신설되었으며 7개 지방 자치체를 관할한다. 주 이름은 아마존강(아마소나스 강)에서 유래된 이름이지만 주의 대부분 지역은 오리노코강 유역과 접한다. 북쪽으로는 볼리바르 주와 접하며 서쪽으로는 콜롬비아, 동쪽과 남쪽으로는 브라질과 국경을 접한다.

## 같이 보기
- 아마소나스주 (콜롬비아)
- 아마조나스주
- 베네수엘라의 주